# Tylecodon leucothrix
Tylecodon leucothrix ist eine Pflanzenart der Gattung Tylecodon in der Familie der Dickblattgewächse (Crassulaceae).

## Beschreibung
Tylecodon leucothrix wächst als aufrechter, wenig verzweigter Kleinstrauch mit einer Wuchshöhe von 5 bis 18 Zentimetern. Der meist einzelne Haupttrieb ist oft deutlich kugelig bis unregelmäßig angeschwollen und erreicht einen Durchmesser von 1,5 bis 6,5 Zentimeter. Die glatte Borke schält sich in gelblich grauen, auch braunen bis purpurfarbenen Streifen ab und legt den grünen bis braunen Stamm frei. Die Wurzeln sind faserig.
Die linealisch elliptischen bis schmal lanzettlichen oder verkehrt lanzettlichen Laubblätter erscheinen dicht aneinander stehend an den Triebspitzen der Pflanze. Die Blattspreite ist an der Oberseite gefurcht bis rinnig, die Unterseite ist nach außen gewölbt. Die Blätter werden 2,5 bis 7,5 Zentimeter lang und 0,8 bis 1 Zentimeter breit und sind mit Drüsenhaaren besetzt. Die Spreite ist an der Basis keilförmig und an der Spitze zugespitzt.

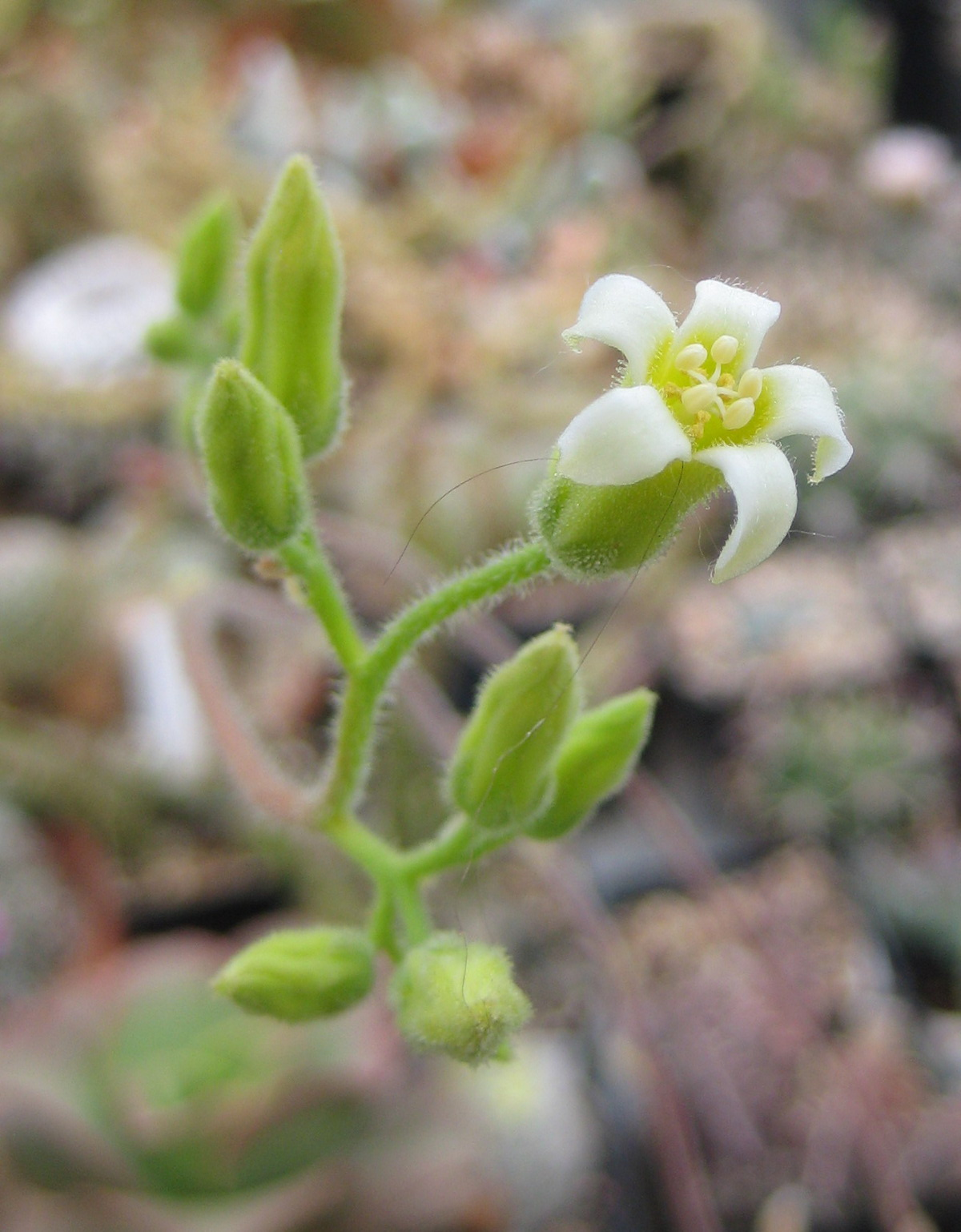
Blüte

Die Blütenstände bilden bis zu 34 Zentimeter lange Thyrsen mit 1 bis 5 Monochasien, die wiederum in 1 bis 3 Einzelblüten enden. Der im Durchmesser bis 2 Millimeter dicke Blütenstandsstiel wird 8 bis 20 Zentimeter lang und ist an der Basis drüsenhaarig. Der Blütenstiel wird 5 bis 25 Millimeter lang. Ihre Blütenröhre erreicht bei Durchmessern von 4 Millimetern eine Länge von bis zu 10 Millimetern. Die weißen bis rosafarbenen Kronzipfel sind ausgebreitet und 3 bis 4 Millimeter lang.

## Systematik und Verbreitung
Tylecodon leucothrix ist in der südafrikanischen Provinz Westkap in den Winterregengebieten der Sukkulentenkaroo verbreitet. Die Erstbeschreibung als Adromischus leucothrix wurde 1939 von Christo Albertyn Smith vorgenommen. 1941 wurde die Pflanze durch Fourcade als Cotyledon leucothrix umkombiniert und Helmut Richard Tölken stellte sie 1978 in die Gattung Tylecodon.
Ein Synonym der Art ist Cotyledon swartbergensis.